# Syllepte sarronalis
Syllepte sarronalis is een vlinder uit de familie van de grasmotten (Crambidae). De wetenschappelijke naam van deze soort is voor het eerst voorgesteld als Botys sarronalis door Francis Walker in een publicatie uit 1859.
De soort komt voor in Mali, Gambia, Sierra Leone, Liberia en Madagaskar .